# بلاسينتيا (كاليفورنيا)
بلاسينتيا (بالإنجليزية: Placentia)‏ هي إحدى مدن مقاطعة أورانج، كاليفورنيا. تم إعطاءها لقب مدينة في 2 ديسمبر، 1926.

## التركيبة السكانية
حدّد مكتب تعداد الولايات المتحدة بيانات التركيبة السكانية لبلاسينتيا في تعداد الولايات المتحدة. في ما يلي، التركيبة السكانية حسب تعدادي 2000 و2010.

### تعداد عام 2000
بلغ عدد سكان بلاسينتيا 46,488 نسمة بحسب تعداد عام 2000، وبلغ عدد الأسر 15,037 أسرة وعدد العائلات 11,691 عائلة مقيمة في المدينة. في حين سجلت الكثافة السكانية 2,709.1 نسمة لكل كيلومتر مربع (7,016.5/ميل2). وبلغ عدد الوحدات السكنية 15,326 وحدة بمتوسط كثافة قدره 893.1 لكل كيلومتر مربع (2,313.1/ميل2).
وتوزع التركيب العرقي للمدينة بنسبة 67.76% من البيض و1.77% من الأمريكيين الأفارقة و0.83% من الأمريكيين الأصليين و11.16% من الأمريكيين ذوي الأصول الآسيوية و0.18% من سكان جزر المحيط الهادئ و14.72% من الأعراق الأخرى و3.58% من عرقين مختلطين أو أكثر و31.10% من الهسبانيون أو اللاتينيون من أي عرق.
بلغ عدد الأسر 15,037 أسرة كانت نسبة 41.8% منها لديها أطفال تحت سن الثامنة عشر تعيش معهم، وبلغت نسبة الأزواج القاطنين مع بعضهم البعض 61.5% من أصل المجموع الكلي للأسر، ونسبة 11.2% من الأسر كان لديها معيلات من الإناث دون وجود شريك،  بينما كانت نسبة 5% من الأسر لديها معيلون من الذكور دون وجود شريكة وكانت نسبة 22.3% من غير العائلات. تألفت نسبة 16% من أصل جميع الأسر من عدة أفراد يعيشون في نفس المنزل ونسبة 4.9% كانت تتألف من شخص يعيش بمفرده يبلغ من العمر 65 عاماً أو أكثر. وبلغ متوسط حجم الأسرة المعيشية 3.07، أما متوسط حجم العائلات فبلغ 3.42.
بلغ العمر الوسطي للسكان 33.3 عاماً. وكانت نسبة 27% من القاطنين تحت سن الثامنة عشر، وكانت نسبة 9.5% بين الثامنة عشر والرابعة والعشرين عاماً، ونسبة 31.9% كانت واقعةً في الفئة العمرية ما بين الخامسة والعشرين والرابعة والأربعين عاماً، ونسبة 22.3% كانت ما بين الخامسة والأربعين والرابعة والستين، ونسبة 8.7% كانت ضمن فئة الخامسة والستين عاماً فما فوق. يوجد لكل 100 أنثى 98.5 ذكر، ويوجد لكل 100 أنثى في الثامنة عشر من عمرها فما فوق 96.4 ذكر.
بلغ متوسط دخل الأسرة في المدينة 64,143 دولارًا، أما متوسط دخل العائلة فبلغ 68,510 دولارًا. وكان متوسط دخل الذكور 47,263 دولارًا مقابل 35,536 دولارًا للإناث. وسجل دخل الفرد الخاص بالمدينة 25,343 دولارًا. وكانت نسبة 3.2% من العائلات ونسبة 5.6% من السكان تحت خط الفقر، وكان من هؤلاء نسبة 8.3% تحت سن الثامنة عشر ونسبة 5.3% في الخامسة والستين من العمر وما فوق.

### تعداد عام 2010
بلغ عدد سكان بلاسينتيا 50,533 نسمة بحسب تعداد عام 2010، وبلغ عدد الأسر 16,365 أسرة وعدد العائلات 12,366 عائلة مقيمة في المدينة. في حين سجلت الكثافة السكانية 2,944.8 نسمة لكل كيلومتر مربع (7,627.0/ميل2). وبلغ عدد الوحدات السكنية 16,872 وحدة بمتوسط كثافة قدره 983.2 لكل كيلومتر مربع (2,546.5/ميل2).
وتوزع التركيب العرقي للمدينة بنسبة 62.08% من البيض و1.81% من الأمريكيين الأفارقة و0.76% من الأمريكيين الأصليين و14.90% من الأمريكيين ذوي الأصول الآسيوية و0.15% من سكان جزر المحيط الهادئ و16.32% من الأعراق الأخرى و3.97% من عرقين مختلطين أو أكثر و36.44% من الهسبانيون أو اللاتينيون من أي عرق.
بلغ عدد الأسر 16,365 أسرة كانت نسبة 38.6% منها لديها أطفال تحت سن الثامنة عشر تعيش معهم، وبلغت نسبة الأزواج القاطنين مع بعضهم البعض 57.4% من أصل المجموع الكلي للأسر، ونسبة 12.6% من الأسر كان لديها معيلات من الإناث دون وجود شريك،  بينما كانت نسبة 5.5% من الأسر لديها معيلون من الذكور دون وجود شريكة وكانت نسبة 24.4% من غير العائلات. تألفت نسبة 17.6% من أصل جميع الأسر من عدة أفراد يعيشون في نفس المنزل ونسبة 7.8% كانت تتألف من شخص يعيش بمفرده يبلغ من العمر 65 عاماً أو أكثر. وبلغ متوسط حجم الأسرة المعيشية 3.07، أما متوسط حجم العائلات فبلغ 3.44.
بلغ العمر الوسطي للسكان 36.0 عاماً. وكانت نسبة 24.6% من القاطنين تحت سن الثامنة عشر، وكانت نسبة 10.3% بين الثامنة عشر والرابعة والعشرين عاماً، ونسبة 27.6% كانت واقعةً في الفئة العمرية ما بين الخامسة والعشرين والرابعة والأربعين عاماً، ونسبة 24.9% كانت ما بين الخامسة والأربعين والرابعة والستين، ونسبة 12.6% كانت ضمن فئة الخامسة والستين عاماً فما فوق. وتوزع التركيب الجنسي للسكان بنسبة 49.2% ذكور و50.8% إناث.

## توأمة
لبلاسينتيا (كاليفورنيا) اتفاقيات توأمة مع:
- بياتشنزا

## أعلام
- ميشيل غرينغر
- توماس إل. مكفادين
- دونالد رايت
- آندرو لاوري
- كورتني هيكس